# Eriosema elliotii
Eriosema elliotii är en ärtväxtart som beskrevs av Baker f. Eriosema elliotii ingår i släktet Eriosema och familjen ärtväxter. Inga underarter finns listade i Catalogue of Life.